# Chopper Command
Chopper Command es un videojuego publicado por Activision para la consola de juegos Atari 2600 en junio de 1982. El juego fue un éxito debido a su superioridad a la versión doméstica de Defender. Chopper Command fue programada por Bob Whitehead.

## Argumento
Chopper Command implica que el jugador controla un helicóptero militar en un escenario desértico, cuya misión es la  protección de un convoy de camiones con remolque que se encuentran en posición sobre el terreno. El objetivo es destruir todos los aviones de combate y helicópteros enemigos que atacan el helicóptero del jugador y los camiones viajan a continuación. El juego termina cuando un jugador pierde todas sus vidas, o cuando el jugador llega a 999.999 puntos. El juego también utiliza un tipo de radar para detectar las naves enemigas no es visible en la pantalla principal.
Al igual que muchos títulos de Activision, un jugador que alcanzó una puntuación especialmente alta podría recibir un parche o insignia para ese juego en particular.